# St. Michael (Ummeln)

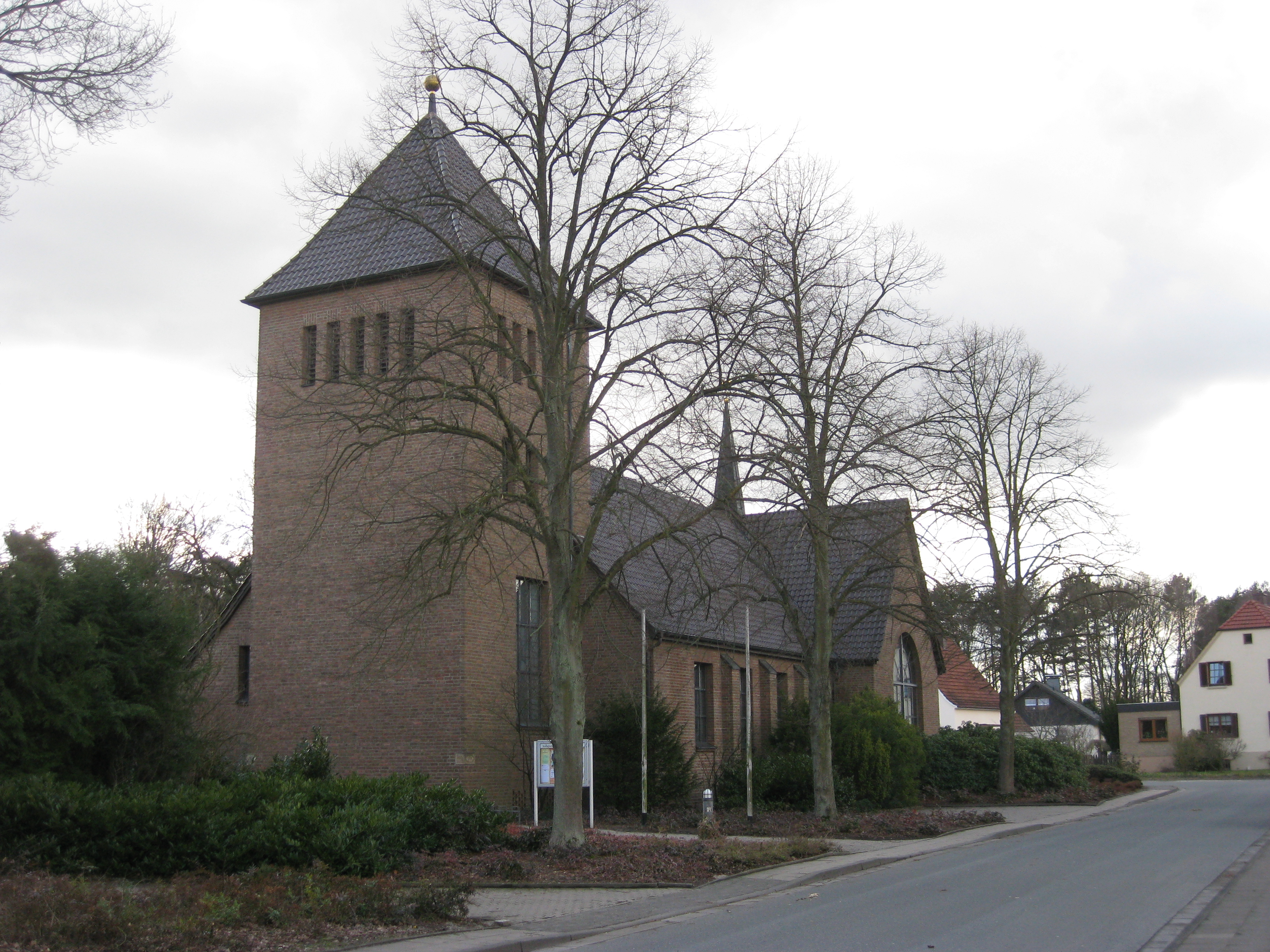
St. Michael in Bielefeld-Ummeln

St. Michael ist eine römisch-katholische Pfarrkirche in Bielefeld-Ummeln. Kirche und Gemeinde gehören zur Pfarrei St. Elisabeth Bielefeld im Dekanat Bielefeld-Lippe des Erzbistums Paderborn.

## Geschichte
Nach dem Zweiten Weltkrieg wuchs die katholische Bevölkerung in Ummeln durch Heimatvertriebene aus Schlesien und Ostpreußen stark an. Man wies der entstehenden Gemeinde ein Grünstück für den Kirchbau zu. Am 28. Juni 1953 wurde die Kirche eingeweiht. 1963 wurde die Kirche erweitert.
In den 1970er Jahren plante man den Bau eines Gemeindezentrums, der am 7. Januar 1979 vom Generalvikariat des Erzbistums genehmigt wurde. Im Mai 1980 wurde ein Kirchbauverein gegründet, um eine anstehende Kirchenrenovierung zu finanzieren. Am 17. Juni 1989 konnte die Orgel eingeweiht werden. 1996 wurden die ursprünglich klaren Glasfenster durch Buntglasfenster ersetzt.

## Ausstattung
In der oktogonalen Apsis der Kirche befindet sich der Tabernakel aus Aachener Blaustein. Im davorliegenden Altarraum sind Altar, Ambo und Taufstein aus demselben Material gefertigt. Im Eingangsbereich der Kirche ist eine Plastik des Erzengels Michael aufgestellt. Hinter der Figur befindet sich die Mensa der alten Kirche. Die Orgel wurde von den Gebrüdern Stockmann in Werl gefertigt. Die 1856 Pfeifen der 28 Register verteilen sich auf zwei Manuale und Pedal.